# Resiniferatoxin
Resiniferatoxin (RTX, C37H40O9) je chemická sloučenina podobná kapsaicinu, je však mnohonásobně silnější.
Nachází se v sukulentních pryšcovitých rostlinách Euphorbia resinifera a Euphorbia poissonii. Na Scovilleově stupnici dosahuje hodnoty 16 miliard SHU, tisíckrát větší hodnoty, než kterou má čistý kapsaicin.

## Toxicita
Experimenty prováděné na zvířatech ukazují, že konzumace více než 40 miligramů resiniferatoxinu může vést ke smrti či velmi vážným chemickým popáleninám.